# Nado sincronizado nos Jogos Sul-Americanos de 2018
As competições de nado sincronizado ou nado artístico nos Jogos Sul-Americanos de 2018 ocorreram entre 3 e 6 de junho em um total de 2 eventos. As competições aconteceram no Parque Aquático Mariscal Santa Cruz, localizado em Cochabamba, Bolívia.

## Calendário
Horário local (UTC-4).
| Data       | Horário | Evento                           |
| ---------- | ------- | -------------------------------- |
| 3 de junho | 16:00   | Dueto (rotina técnica e livre)   |
| 4 de junho | 16:00   | Equipes (rotina técnica e livre) |
| 5 de junho | 16:00   | Dueto (rotina livre final)       |
| 6 de junho | 16:00   | Equipes (rotina livre final)     |

## Medalhistas
| Evento           | Ouro | Prata | Bronze |
| ---------------- | --- | --- | --- |
| Dueto detalhes   | Estefanía Álvarez Mónica Arango COL Colômbia | Luisa Borges Maria Clara Lobo BRA Brasil | Camila Arregui Trinidad López ARG Argentina |
| Equipes detalhes | Estefanía Álvarez Ingrid Cubillos Jennifer Cerquera Jhoselyne Taborda Juliana Jaramillo Kerly Barrera Mónica Arango Sarah Rodríguez Valentina Orozco COL Colômbia | Antonia Massoni Beatriz Osorio Bianca Consigliere Catalina Fleckenstein Gloria Carrasco Isidora Letelier Kelley Kobler Natalie Lubascher Rafaella Signorelli CHI Chile | Brunela Neri Camila Arregui Candela Rapelli Chiara Neri Constanza Re Lucía Marelli Luisina Caussi Trinidad López Valentina Marelli ARG Argentina |

## Quadro de medalhas
| Ordem | País          | Medalha de ouro | Medalha de prata | Medalha de bronze | Total | Ordem por total |
| ----- | ------------- | --------------- | ---------------- | ----------------- | ----- | --------------- |
| 1     | COL Colômbia  | 2               |                  |                   | 2     | 1               |
| 2     | BRA Brasil    |                 | 1                |                   | 1     | 3               |
|       | CHI Chile     |                 | 1                |                   | 1     | 3               |
| 4     | ARG Argentina |                 |                  | 2                 | 2     | 1               |
| TOTAL | TOTAL         | 2               | 2                | 2                 | 6     | —               |